# BBC Music Magazine
Tạp chí Âm nhạc BBC (BBC Music Magazine) là một tạp chí hàng tháng của Anh có nội dung tập trung chủ yếu vào âm nhạc cổ điển.

## Lịch sử
Số phát hành đầu tiên của tạp chí được xuất bản vào tháng 9 năm 1992. BBC Worldwide, công ty con thương mại của BBC là chủ sở hữu và là nhà xuất bản ban đầu cùng với Warner Music Enterprises trong giai đoạn đầu. Công ty Truyền thông Immediate là nhà xuất bản của tạp chí từ năm 2012.
Tạp chí Âm nhạc BBC cũng có một ấn bản ở Bắc Mỹ được xuất bản lần đầu tiên vào tháng 3 năm 1993. Tạp chí phản ánh đầu ra phát sóng của BBC Radio 3 được dành chủ yếu cho âm nhạc cổ điển, mặc dù có thêm các phần về nhạc jazz và âm nhạc thế giới. Mỗi ấn bản thường đính kèm với một đĩa CD, thường bao gồm các bản ghi âm các tác phẩm có thời lượng đầy đủ của BBC. Số lượng phát hành của tạp chí là 37,530. Lợi nhuận thu về của BBC Music Magazine "được trả lại cho BBC". Tạp chí có các bài viết về các chủ đề như nhạc trưởng được yêu thích và xu hướng âm nhạc cổ điển thế kỷ 21.
Các tổng biên tập viên trước đây của BBC Music Magazine bao gồm Helen Wallace và Oliver Condy. Tổng biên tập viên hiện tại là Charlotte Smith, nắm giữ chức vụ kể từ tháng 1 năm 2022.